# Next Generation ATP Finals 2019
Next Generation ATP Finals 2019 představoval jeden ze dvou závěrečných tenisových turnajů mužské profesionální sezóny 2019 pro sedm nejvýše postavených mužů do 21 let věku ve dvouhře žebříčku ATP (ATP Race to Milan) a jednoho hráče startujícího na divokou kartu.
Druhou závěrečnou událostí se stal navazující Turnaj mistrů hraný v Londýně, kde triumfoval obhájce milánské trofeje Stefanos Tsitsipas z Řecka.
Exhibiční turnaj se odehrával ve dnech 5. až 9. listopadu 2019 v italském Miláně. Dějištěm konání se poprvé stala víceúčelová aréna  Allianz Cloud, která nahradila halu Fieramilano na výstavišti Fiera Milano. Instalován byl dvorec s tvrdým povrchem. Celková dotace i prize money činily 1 400 000 amerických dolarů a hráči neobdrželi žádné body do žebříčku ATP.
Formát kopíroval Turnaj mistrů, s dvěma čtyřčlennými skupinami, z nichž první dva postoupili do semifinále. Vítězové semifinálových duelů se střetli o titul ve finále.
Premiérovou trofej v této úrovni mužského tenisu vybojoval 18letý italský teenager Jannik Sinner, který se stal prvním vítězem hrajícím na divokou kartu a nejmladším šampionem dosavadní historie turnaje. Ve finále přehrál Australana Alexe de Minaura po hladkém třísetovém průběhu.

## Upravená pravidla
Turnaj se odehrával ve formátu rychlého tenisu Fast4, se sety na čtyři gamy, bez výhod v jejich průběhu a s pokračováním výměny po doteku míče na podání. K výhře bylo potřeba tří vítězných sad. Časomíra na dvorci zajistila rozehrání výměny podáním do 25 sekund od zahlášení stavu rozhodčím. Soupeři měli povolenou maximálně jednu zdravotní přestávku (medical timeout) na zápas a koučování přes náhlavní soupravu. Publikum se smělo při zápase pohybovat, vyjma prostoru kolem základních čar. Hlášení autů probíhalo elektronickým systémem jestřábího oka, s možností hráčovy výzvy a kontroly na obrazovce při zahlášení přešlapu nohou na servisu (foot fault).

## Finanční odměny
| Finanční odměny                                                                                        | Finanční odměny  |
| Fáze                                                                                                   | dvouhra          |
| --- | ---------------- |
| neporažený vítěz                                                                                       | 429 000 $        |
| bonus neporaženého vítěze                                                                              | vítěz + 24 000 $ |
| vítěz                                                                                                  | ZS + 250 000 $   |
| finalista                                                                                              | ZS + 140 000 $   |
| semifinalisté                                                                                          | ZS + 63 000 $    |
| za každou výhru v ZS                                                                                   | 33 000 $         |
| startovné                                                                                              | 56 000 $         |
| náhradník                                                                                              | 16 000 $         |
| Poznámky                                                                                               |                  |
| - částky uváděny v amerických dolarech ($) - celkový rozpočet 1 400 000 dolarů - ZS – základní skupina |                  |

## Kvalifikační kritéria
Sedm tenistů ve věku do 21 let získalo pozvání na základě nejvyššího postavení v singlovém žebříčku ATP, počítaném od ledna daného roku – ATP Race to Milan. Osmé místo bylo uděleno ve formě divoké karty. Věkově způsobilými tak byli tenisté narození v roce 1998 a později.
Nejmladším účastníkem se stal 18letý Ital Jannik Sinner. 

## Kvalifikovaní hráči
Během zářijového US Open si první účastnické místo zajistil řecký obhájce titulu  Stefanos Tsitsipas. V říjnu se však odhlásil, když se kvalifikoval i na navazující Turnaj mistrů. Jannik Sinner získal 16. září téhož roku divokou kartu pro italského tenistu. Jako druhý obdržel 9. října letenku do Milána Kanaďan Félix Auger-Aliassime. Australská jednička Alex de Minaur se kvalifikovala 16. října na druhý ročník v řadě, když obhajovala finálovou účast.
Mezi 21. až 23. říjnem získali jistotu startu Američan Frances Tiafoe, Nor Casper Ruud, Srb Miomir Kecmanović a Francouz Ugo Humbert. Den po odstoupení Augera-Aliassimeho jej nahradil Švéd Mikael Ymer. Rovněž druhý kanadský hráč Denis Shapovalov se odhlásil, a to 1. listopadu. K účastníkům se tak zařadil Španěl Alejandro Davidovich Fokina.

### Žebříček
| Konečný žebříček ATP Race to Milan (28. října 2019) | Konečný žebříček ATP Race to Milan (28. října 2019) | Konečný žebříček ATP Race to Milan (28. října 2019) | Konečný žebříček ATP Race to Milan (28. října 2019) | Konečný žebříček ATP Race to Milan (28. října 2019) | Konečný žebříček ATP Race to Milan (28. října 2019) | Konečný žebříček ATP Race to Milan (28. října 2019) |
| Poř.                                                | ATP                                                 | hráč                                                | body                                                | posun                                               | turnajů                                             | rok narození                                        |
| --------------------------------------------------- | --------------------------------------------------- | --------------------------------------------------- | --------------------------------------------------- | --------------------------------------------------- | --------------------------------------------------- | --------------------------------------------------- |
| 1.                                                  | 7.                                                  | Stefanos Tsitsipas (GRE)                            | 3910                                                | ▬                                                   | 25                                                  | 1998                                                |
| 2.                                                  | 18.                                                 | Alex de Minaur (AUS)                                | 1730                                                | ▲ 2                                                 | 23                                                  | 1999                                                |
| 3.                                                  | 19.                                                 | Félix Auger-Aliassime (CAN)                         | 1681                                                | ▼ 1                                                 | 25                                                  | 2000                                                |
| 4.                                                  | 28.                                                 | Denis Shapovalov (CAN)                              | 1495                                                | ▼ 1                                                 | 25                                                  | 1999                                                |
| 5.                                                  | 46.                                                 | Frances Tiafoe (USA)                                | 1060                                                | ▬                                                   | 26                                                  | 1998                                                |
| 6.                                                  | 56.                                                 | Ugo Humbert (FRA)                                   | 932                                                 | ▲ 2                                                 | 29                                                  | 1998                                                |
| 7.                                                  | 63.                                                 | Casper Ruud (NOR)                                   | 931                                                 | ▼ 1                                                 | 23                                                  | 1998                                                |
| 8.                                                  | 55.                                                 | Miomir Kecmanović (SRB)                             | 901                                                 | ▼ 1                                                 | 25                                                  | 1999                                                |
| 9.                                                  | 73.                                                 | Mikael Ymer (SWE)                                   | 763                                                 | ▬                                                   | 20                                                  | 1998                                                |
| 10.                                                 | 82.                                                 | Alejandro Davidovich Fokina (ESP)                   | 627                                                 | ▲ 3                                                 | 23                                                  | 1999                                                |
| Italská divoká karta                                |                                                     |                                                     |                                                     |                                                     |                                                     |                                                     |
| 11.                                                 | 93.                                                 | Jannik Sinner (ITA)                                 | 596                                                 | ▲ 2                                                 | 24                                                  | 2001                                                |
| Náhradníci                                          |                                                     |                                                     |                                                     |                                                     |                                                     |                                                     |
| 12.                                                 | 95.                                                 | Alexei Popyrin (AUS)                                | 585                                                 | ▼ 2                                                 | 24                                                  | 1999                                                |
| 13.                                                 | 97.                                                 | Corentin Moutet (FRA)                               | 584                                                 | ▼ 2                                                 | 25                                                  | 1999                                                |
| 45.                                                 | 393.                                                | Giulio Zeppieri (ITA)                               | 93                                                  | ▬                                                   | 17                                                  | 2001                                                |
| skupina A skupina B náhradník odhlášen              |                                                     |                                                     |                                                     |                                                     |                                                     |                                                     |

## Přehled finále

### Mužská dvouhra
- Jannik Sinner vs.  Alex de Minaur, 4–2, 4–1, 4–2